# Leichtathletik-Weltmeisterschaften der Behinderten 2015/Teilnehmer (Deutschland)
| stlisierte Goldmedaille | stlisierte Silbermedaille | stlisierte Bronzemedaille |
| ----------------------- | ------------------------- | ------------------------- |
| 8                       | 7                         | 9                         |

Vom Deutschen Behindertensportverband (DBS), dem Nationalen Paralympischen Komitee (NPC) für Deutschland, wurden zunächst 36 Athleten und Athletinnen (17 Frauen und 19 Männer), darunter zwei Begleitläufer, für die Leichtathletik-Weltmeisterschaften der Behinderten 2015 nominiert.
Sechs Sportler und Sportlerinnen wollten ihre Titel von 2013 verteidigen, weitere drei Weltmeister konnten dies auf Grund von Wettbewerbsstreichungen bzw. Umklassifizierungen nicht, und sechs Athleten hatten ihr Debüt in der Nationalmannschaft. Als Trainerteam waren Willi Gernemann (Bundestrainer), Karl-Heinz Düe, Alexander Holstein, Steffi Nerius, Marion Peters, Ralf Paulo, Evi Raubuch und als Neuling Simone Lüth vorgesehen. Die deutsche Delegation sollte aus 56 Personen bestehen. Aber bereits im Vorfeld mussten Heinrich Popow, Mathias Mester, Marie Brämer-Skowronek sowie Birgit Kober absagen, und es waren auch mehrere Trainerausfälle zu verzeichnen. Vor Ort konnte Reinhold Bötzel nicht antreten, da er sich vor Beginn des Wettkampfes verletzt hatte.
Bei den Weltmeisterschaften ging es neben den Medaillen auch um die ersten Startplätze für die Paralympischen Spiele in Rio 2016, denn Gold- und Silbermedaillengewinner sicherten ihrer Nation jeweils einen Startplatz, wobei pro Athlet nur ein Platz vergeben wurde.

## Ergebnisse
Wegen des Anlaufs wurde der Weitsprung von 'F' nach 'T' umklassifiziert.

### Frauen
| Athletinnen                                     | Wettbewerb      | Vorlauf / Vorkampf | Vorlauf / Vorkampf | Halbfinale   | Halbfinale | Finale             | Finale |
| Athletinnen                                     | Wettbewerb      | Zeit / Weite       | Rang               | Zeit / Weite | Rang       | Zeit / Weite       | Rang   |
| ----------------------------------------------- | --------------- | ------------------ | ------------------ | ------------ | ---------- | ------------------ | ------ |
| Katrin Müller-Rottgardt Guide: Sebastian Fricke | 100 m T12       | 12,24 s PB         | 2                  | –            | –          | nicht qualifiziert | 5      |
| Claudia Nicoleitzik                             | 100 m T36       | –                  | –                  | –            | –          | 14,73 s PB         |        |
| Isabelle Foerder                                | 100 m T37       | 15,00 s            | 7                  | –            | –          | nicht qualifiziert | 14     |
| Maria Seifert                                   | 100 m T37       | 14,28 s SB         | 4                  | –            | –          | 14,50 s            | 6      |
| Vanessa Low                                     | 100 m T42       | 15,59 s            | 1                  | –            | –          | 15,41 s PB         |        |
| Jana Schmidt                                    | 100 m T42       | 16,19 s SB         | 2                  | –            | –          | 16,36 s            | 4      |
| Irmgard Bensusan                                | 100 m T44       | DNS                | –                  | –            | –          | –                  | –      |
| Katrin Müller-Rottgardt Guide: Sebastian Fricke | 200 m T12       | 24,89 s            | 1                  | 25,20 s PB   | 3          | nicht qualifiziert | 5      |
| Claudia Nicoleitzik                             | 200 m T36       | –                  | –                  | –            | –          | 30,53 s SB         |        |
| Isabelle Foerder                                | 200 m T37       | 31,72 s SB         | 2                  | –            | –          | 31,51 s SB         | 7      |
| Maria Seifert                                   | 200 m T37       | 31,77 s SB         | 6                  | –            | –          | nicht qualifiziert | 8      |
| Irmgard Bensusan                                | 200 m T44       | 27,89 s            | 2                  | –            | –          | 27,33 s            | 4      |
| Irmgard Bensusan                                | 400 m T44       | –                  | –                  | –            | –          | 1:03,27 min        |        |
| Katrin Müller-Rottgardt                         | Weitsprung T12  | –                  | –                  | –            | –          | 5,02 m SB          | 5      |
| Franziska Liebhardt                             | Weitsprung T37  | –                  | –                  | –            | –          | 4,57 m PB          |        |
| Vanessa Low                                     | Weitsprung T42  | –                  | –                  | –            | –          | 4,79 m             |        |
| Jana Schmidt                                    | Weitsprung T42  | –                  | –                  | –            | –          | 3,73 m             |        |
| Frances Herrmann                                | Kugelstoßen F34 | –                  | –                  | –            | –          | 6,82 m             | 5      |
| Juliane Mogge                                   | Kugelstoßen F36 | –                  | –                  | –            | –          | 8,26 m             | 4      |
| Franziska Liebhardt                             | Kugelstoßen F37 | –                  | –                  | –            | –          | 13,39 m AR         |        |
| Frederike Koleiski                              | Kugelstoßen F44 | –                  | –                  | –            | –          | 11,75 m            |        |
| Marianne Buggenhagen                            | Kugelstoßen F55 | –                  | –                  | –            | –          | 7,96 m SB          |        |
| Marie Hawkeswood                                | Kugelstoßen F55 | –                  | –                  | –            | –          | 7,44 m             |        |
| Ilke Wyludda                                    | Kugelstoßen F57 | –                  | –                  | –            | –          | 10,95 m SB         |        |
| Frederike Koleiski                              | Diskuswurf F44  | –                  | –                  | –            | –          | 29,36 m            | 4      |
| Marianne Buggenhagen                            | Diskuswurf F55  | –                  | –                  | –            | –          | 25,40 s SB         |        |
| Marie Hawkeswood                                | Diskuswurf F55  | –                  | –                  | –            | –          | 20,09 m            |        |
| Martina Willing                                 | Diskuswurf F56  | –                  | –                  | –            | –          | 21,75 m            | 8      |
| Ilke Wyludda                                    | Diskuswurf F57  | –                  | –                  | –            | –          | 23,96 m            | 5      |
| Frances Herrmann                                | Speerwurf F34   | –                  | –                  | –            | –          | 16,82 m SB         |        |
| Marie Hawkeswood                                | Speerwurf F55   | –                  | –                  | –            | –          | 17,10 m PB         | 5      |
| Martina Willing                                 | Speerwurf F56   | –                  | –                  | –            | –          | 22,44 m            |        |

### Männer
| Athleten                                                | Wettbewerb               | Vorlauf / Vorkampf | Vorlauf / Vorkampf | Halbfinale   | Halbfinale | Finale             | Finale |
| Athleten                                                | Wettbewerb               | Zeit / Weite       | Rang               | Zeit / Weite | Rang       | Zeit / Weite       | Rang   |
| ------------------------------------------------------- | ------------------------ | ------------------ | ------------------ | ------------ | ---------- | ------------------ | ------ |
| Léon Schäfer                                            | 100 m T42                | 12,86 s            | 5                  | –            | –          | nicht qualifiziert | 9      |
| Philipp Waßenberg                                       | 100 m T42                | 13,29 m PB         | 5                  | –            | –          | nicht qualifiziert | 12     |
| David Behre                                             | 100 m T44                | 12,09 s            | 5                  | –            | –          | nicht qualifiziert | 9      |
| Johannes Floors                                         | 100 m T44                | 12,10 s            | 5                  | –            | –          | nicht qualifiziert | 10     |
| Felix Streng                                            | 100 m T44                | 11,65 s            | 1                  | –            | –          | 11,16 s            | 4      |
| Thomas Ulbricht                                         | 200 m T12                | 22,62 m SB         | 1                  | 23,02 m      | 3          | 22,83 m            | 4      |
| Léon Schäfer                                            | 200 m T42                | 27,08 m PB         | 4                  | –            | –          | 27,37 m            | 8      |
| Philipp Waßenberg                                       | 200 m T42                | 27,62 m PB         | 6                  | –            | –          | nicht qualifiziert | 12     |
| David Behre                                             | 200 m T44                | 22,86 s AR         | 2                  | –            | –          | 22,51 s            | 5      |
| Johannes Floors                                         | 200 m T44                | 22,95 s            | 3                  | –            | –          | 22,11 s AR         | 4      |
| Felix Streng                                            | 200 m T44                | 22,48 s            | 2                  | –            | –          | Spurverletzung     | DQ     |
| Thomas Ulbricht Guide: Tobias Schneider                 | 400 m T12                | 51,88 s            | 3                  | –            | –          | nicht qualifiziert | 7      |
| David Behre                                             | 400 m T44                | –                  | –                  | –            | –          | 48,42 s CR         |        |
| Johannes Floors                                         | 400 m T44                | –                  | –                  | –            | –          | 49,94 s            |        |
| Marc Schuh                                              | 100 m Rennrollstuhl T54  | 14,53 s SB         | 4                  | –            | –          | 14,35 s SB         | 7      |
| Marc Schuh                                              | 200 m Rennrollstuhl T54  | 25,46 s            | 1                  | –            | –          | 25,67 s            | 54     |
| Marc Schuh                                              | 400 m Rennrollstuhl T54  | 48,28 s            | 2                  | –            | –          | 47,80 s            | 6      |
| Alhassane Baldé                                         | 800 m Rennrollstuhl T54  | 1:40,74 min        | 4                  | 1:42,14 min  | 5          | nicht qualifiziert | 13     |
| Alhassane Baldé                                         | 1500 m Rennrollstuhl T54 | 3:04,86 min        | 4                  | –            | –          | 3:05,94 min        | 8      |
| Alhassane Baldé                                         | 5000 m Rennrollstuhl T54 | 11:23,84 min       | 3                  | –            | –          | 11:03,58 min       | 9      |
| Markus Rehm, David Behre, Felix Streng, Johannes Floors | 4 × 100 m T42-47         | –                  | –                  | –            | –          | 41,86 s AR         |        |
| Léon Schäfer                                            | Hochsprung T42           | –                  | –                  | –            | –          | 1,55 m             | 12     |
| Léon Schäfer                                            | Weitsprung T42           | –                  | –                  | –            | –          | 5,47 m             | 4      |
| Philipp Waßenberg                                       | Weitsprung T42           | –                  | –                  | –            | –          | 5,41 m             | 5      |
| Markus Rehm                                             | Weitsprung T44           | –                  | –                  | –            | –          | 8,40 m             |        |
| Felix Streng                                            | Weitsprung T44           | –                  | –                  | –            | –          | 6,77 m             | 5      |
| Reinhold Bötzel                                         | Weitsprung T47           | –                  | –                  | –            | –          | DNS                | –      |
| Daniel Scheil                                           | Kugelstoßen F33          | –                  | –                  | –            | –          | 10,93 m            |        |
| Sebastian Dietz                                         | Kugelstoßen F36          | –                  | –                  | –            | –          | 14,87 m CR         |        |
| Niko Kappel                                             | Kugelstoßen F41          | –                  | –                  | –            | –          | 12,85 m PB         |        |
| Frank Tinnemeier                                        | Kugelstoßen F42          | –                  | –                  | –            | –          | 14,33 m PB         |        |
| Mathias Schulze                                         | Kugelstoßen F46          | –                  | –                  | –            | –          | 14,04 m            | 6      |
| Daniel Scheil                                           | Diskuswurf F34           | –                  | –                  | –            | –          | 22,80 m            | 9      |
| Mathias Schulze                                         | Diskuswurf F46           | –                  | –                  | –            | –          | 44,18 m            | 5      |
| Niko Kappel                                             | Speerwurf F41            | –                  | –                  | –            | –          | 33,21 m            | 8      |
| Mathias Schulze                                         | Speerwurf F46            | –                  | –                  | –            | –          | 47,77 m            | 7      |